# The Inn of the Sixth Happiness
 The Inn of The Sixth Happiness és una pel·lícula estatunidenca dirigida per Mark Robson, estrenada el 1958

## Argument
En els anys 1930, una jove majordoma britànica intenta en va ser enviada a la Xina com a missionera. Treballa, doncs, a Londres estalviant a poc a poc per a pagar-se el bitllet de tren cap a la Xina. Gràcies al seu patró, és esperada en un hostal portat per una vella missionera en el camp, allunyat, al nord de la Xina. Un cop arribada, es guanya el respecte del mandarí i es converteix en el seu inspector dels peus, per a vigilar que els peus de les nenes no siguin embenats.
Es guanya fins i tot el respecte d'un general euroasiàtic desconfiat amb els europeus, que estan sorpresos de veure que és ara la persona que coneix millor la gent dels pobles llunyans. Davant la invasió japonesa, recull els orfes i intenta un perillós viatge amb aquesta multitud de nens per a dirigir-los a lloc segur.

## Repartiment
- Ingrid Bergman: Gladys Aylward, anomenada Jan-Ai
- Curd Jürgens: capità Lin Nan
- Robert Donat: el mandarí de Yang Cheng
- Michael David: Hok-A
- Athene Seyler: Jeannie Lawson
- Ronald Squire: Sir Francis Jamison
- Moultrie Kelsall: Dr. Robinson
- Richard Wattis: Mr. Murphy
- Peter Chong: Yang
- Tsai Chin: Sualan
- Edith Sharpe: la secretària de la missió interior de la Xina
- Joan Young: el cuiner de Sir Francis
- Lian-Shin Yang: la dona amb un nen
- Noel Hood: Miss Thompson
- Burt Kwouk: Li
- Aung Min: el monjo budista
- Frank Blaine: el boig
- Christopher Chen: el recaptador d'impostos
- Frank Goh: Timothy
- Ronald Kyaing: el jove Lli
- Judith Lai: Sixpence
- Ronald Lee: el caps dels mulaters
- Louise Lin: Mai Da
- André Mikhelson: el comissari rus
- Ye-Min: Bao-Bao
- Zed Zakari: el cap dels guardes de la presó

## Premis i nominacions

### Nominacions
- 1959. Oscar al millor director per Mark Robson
- 1959. Globus d'Or al millor actor dramàtic per Robert Donat
- 1959. Globus d'Or a la millor actriu dramàtica per Ingrid Bergman
- 1959. BAFTA al millor actor estranger per Curd Jürgens
- 1959. BAFTA a la millor actriu estrangera per Ingrid Bergman